# Eubranchipus vernalis
Eubranchipus vernalis är en kräftdjursart som först beskrevs av Addison Emery Verrill 1869.  Eubranchipus vernalis ingår i släktet Eubranchipus och familjen Chirocephalidae. Inga underarter finns listade i Catalogue of Life.